# 斯珀角
66°36′S 63°48′W / 66.600°S 63.800°W

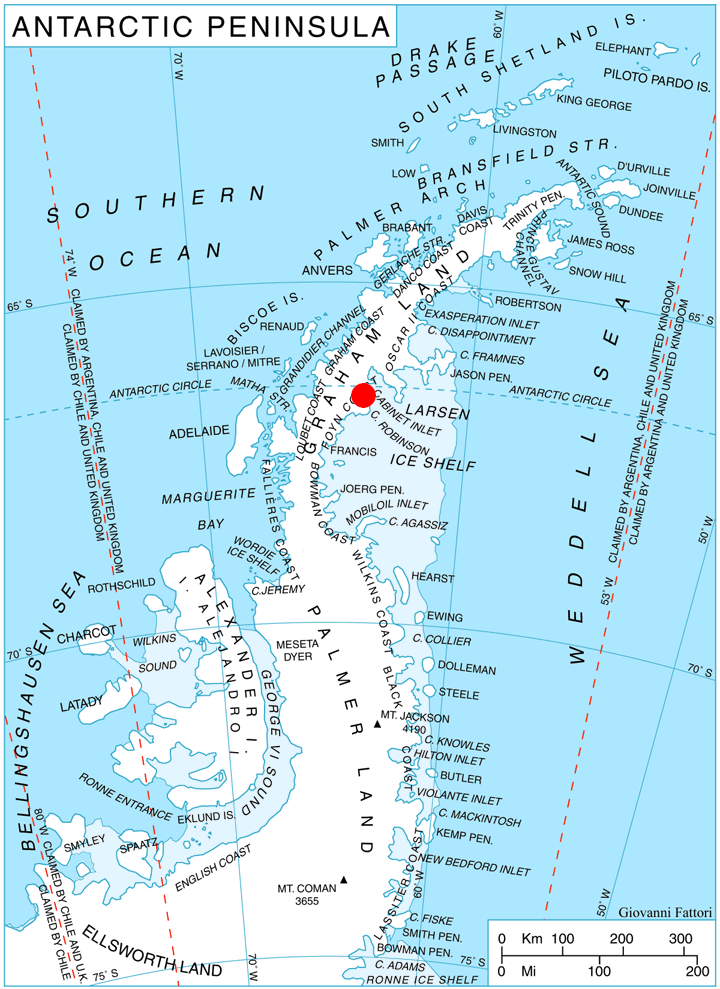

斯珀角（英語：Spur Point）是南極洲的冰川，位於葛拉漢地東岸的弗因海岸，處於斯雷普尼爾冰川和比格爾霍爾冰川之間的英雄半島東南端，在1947年由英國探險隊命名。